# Federico Sarraute
Federico Sarraute, vollständiger Name Federico Manuel Sarraute Lescano, (* 23. August 1992 in Montevideo) ist ein uruguayischer Fußballspieler.

## Karriere

### Verein
Der 1,73 Meter große Defensivakteur Sarraute spielte mindestens 2007 und von der Saison 2008/09 bis in die Spielzeit 2011/12 für die Nachwuchsmannschaft Danubios. In letztgenannter Saison gehörte er in der Clausura 2012 jedoch auf Leihbasis auch dem Kader des seinerzeitigen uruguayischen Zweitligisten Sud América an. Dort bestritt er acht Spiele in der Segunda División. Anschließend kehrte er zum 1. Juli 2012 zu Danubio zurück. Im Juli 2013 war Sarraute vereinslos und hielt sich im Team der Spielergewerkschaft fit. Mindestens im Juni 2015 war er bei Estrella del Sur im „Torneo Inicial“ der Liga Regional de Ecillda Paullier aktiv.

### Nationalmannschaft
Sarraute gehörte bereits der U-15-Auswahl Uruguays an und nahm mit dieser an der U-15-Südamerikameisterschaft 2007 in Brasilien teil und wurde mit dem Team Zweiter hinter Südamerikameister Brasilien. Er war auch Mitglied des Aufgebots der uruguayischen U-17 bei der U-17-Weltmeisterschaft 2009 in Nigeria. Im Turnier wurde er einmal eingesetzt. Dies war das Viertelfinalspiel gegen Spanien, bei dem er mit Gelb-Roter Karte vom Platz gestellt wurde. Einen Treffer erzielte er nicht.

### Erfolge
- U-15-Vize-Südamerikameister 2007